# ياسمين شامي
الياسمين الشامي أو اختصارا الياسمين أو قين أو سيس أو سجلاط (باللاتينية: Jasminum officinale) نوع نباتي يتبع جنس الياسمين من الفصيلة الزيتونية.

## الموئل والانتشار
موطنه تركيا والقوقاز. يزرع في الحدائق في بلاد الشام والمغرب العربي،ومعظم أنحاء الوطن العربي. عطر الرائحة، وأعطر ما يكون في فصل الصيف، يتخذ في البساتين والدور معروف مشهور عند المؤرخين، وعند العامة.

## الوصف النباتي
نبات عطري متسلق له أوراق مركبة ريشية متقابلة. الأزهار بيضاء عطرية محمولة على نورات محدودة ذات شعبتين يأخذ في التدويح أكثر مما يأخذ في الارتفاع.

## الاستعمال العطري
الياسمين من أقدم الزهور المستعملة على نحو واسع في صناعة العطور. عرفه الفراعنة باسم «أسمن» ومنه جاء الاسم القبطي «أسمين» ثم حُرفت إلى «ياسمين» وقد وجدت أكاليل من زهور الياسمين على رؤوس وحول أعناق ملوك وملكات الفراعنة في بعض المعابد وهو يزرع بكثرة في جنوب فرنسا ودول أخرى في حوض البحر الأبيض المتوسط.
ويتميز الياسمين الأبيض بأزهاره الكبيرة المستعملة في صناعة العطور، وتعتبر منطقة غراس GRASS في فرنسا، أكبر مركز أوروبي لإنتاج روح الياسمين الذي يعد من أطيب أنواع العطور النباتية.

## المكونات الفعالة لزيت الياسمين

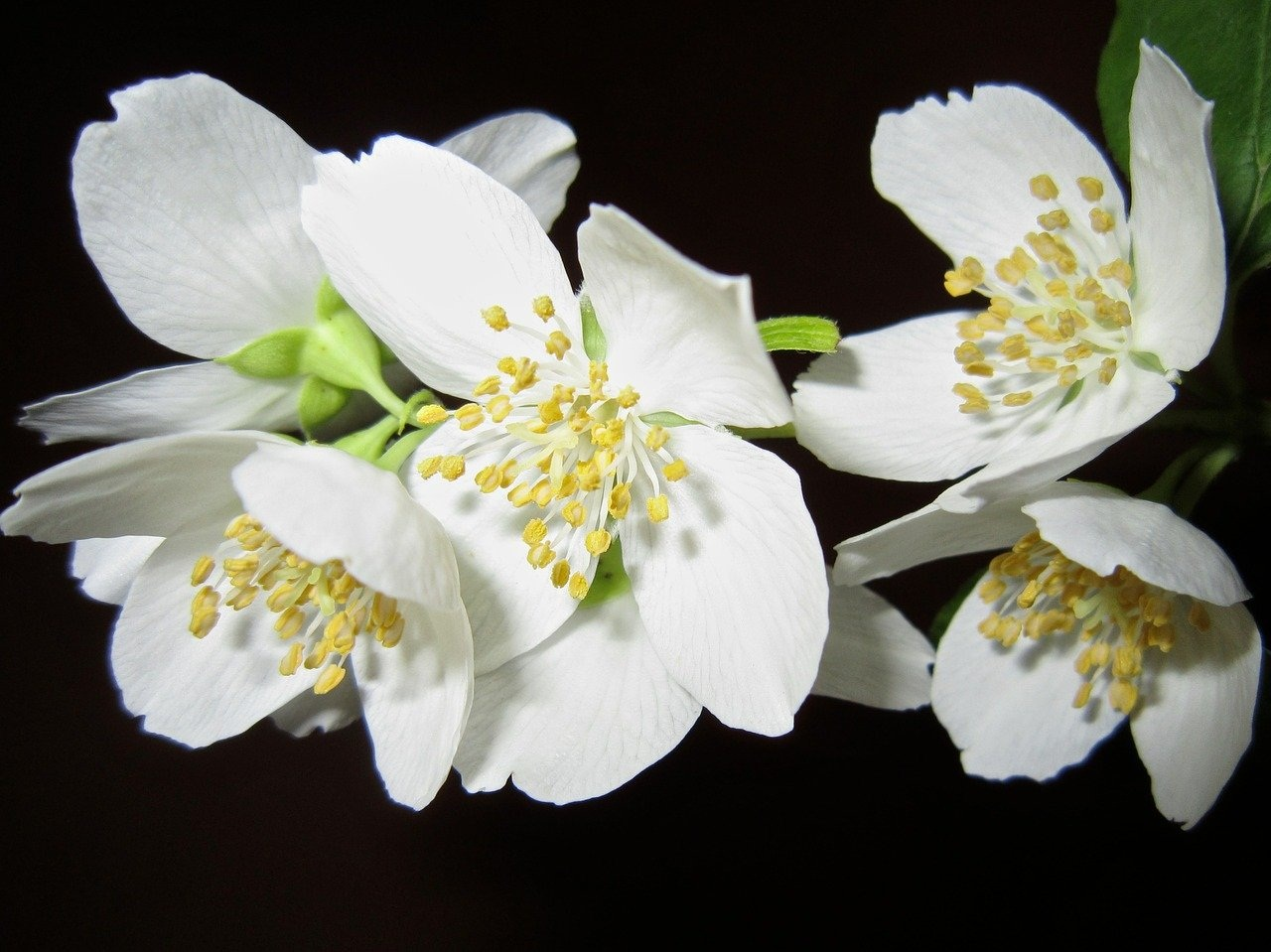
ياسمين متفتح

الياسمين الأصفر موطنه الأصلي هو الولايات المتحدة الأمريكية وهو شجرة مستديمة الخضرة مزهرة ذات ساق رفيعة يشبه السلك سهلة التربية حيث أنها سريعة النمو وذات رائحة عطرية جميلة. يبلغ ارتفاع النبتة من 3 إلى 6 امتار وهي تفضل الإضاءة المباشرة أو نصف مظللة، ويفضل ري النبات بشكل منتظم وهي من النباتات المقاومة للجفاف.
أما بالنسبة للأوراق فهي خضراء لامعة ملساء تنمو بشكل متقابل على الأفرع أما الأزهار فهي صفراء سميكة عطرية قمعية الشكل.
يتكاثر النبات بواسطة البذور والعقل الساقية، الكثير من الناس يستخدمون النبات لغرض التغطية حيث انها تتسلق الأعمدة والأشجار.
أما المعلومة الخطيرة فهي ان كل اجزاء النبات يعتبر سام واعراض الإصابة تكون في التعرق - الغثيان- ارتخاء العضلات - انخفاض درجة الحرارة - ضيق النفس - اضطراب عنيف وتشنج.
الجزء النباتي المستعمل عطرياً هو الأزهار. حيث يوجد زيت طيار يستخلص من الأزهار وتختلف نسبته في الأزهار تبعاً لدرجة تفتحها وتبعاً لساعات النهار، فيقل كلما زادت درجة حرارة الجو ولذلك تجمع الأزهار قبل شروق الشمس.

## خصائص زيت الياسمين
سائل أصفر يميل للاحمرار. ينحل في الكحول 90% ويعطي رائحة الزهر تماماً.. وإذا تعتق يتحول لونه إلى اللون الداكن..

## طرق استخلاص الزيت العطري لأزهار الياسمين
يتم الحصول على زيت الياسمين من أزهار الياسمين حديثة القطف من الأنواع التي تنمو في سوريا وفرنسا وإيطاليا ومصر والصين.
ويتم ذلك بواسطة عملية التشرب والامتصاص. وخلاصة الياسمين عبارة عن محلول زيتي.

## استخدامات زيت الياسمين
يستخدم في صناعة أفخر أنواع العطور والروائح والكولونيات واللوسيونات. ويدخل في معظم مستحضرات التجميل مثل مساحيق الوجه وصابون الوجه وغيرها. ويستخدم في تغطية روائح المبيدات الحشرية التي تستخدم في صورة رذاذ خاصة الحشرات المنزلية كالذباب والبعوض 

## اختيار زيت الياسمين الجيد
تملك أزهار الياسمين رائحة غريبة وقوية، لا تشبه رائحة الورود. وبالرغم من أن أنواع أخرى من الياسمينِ تستعمل أيضاً في العطارة إلا أن نوع " grandiflorum" الوحيد المستخدم في عطور الياسمين «الحقيقية».
تملك أزهار الياسمين لون عنبري غامق، ورائحة غريبة ثقيلة تجذب كلا من الرجال والنساء. وتملأ رائحة الياسمينِ الأنف مع شعور بالدفء، وإحساس كامل.
يعتبر زيت الياسمين مناسبا جداً للمزج مع الزيوت الأساسية الأخرى، وقدرته على تثبيت أي مزيج تقريباً يجعله زيت أساسيا لا يمكن استبداله في العلاج بالعطور.
يمتزج زيت الياسمين بشكل جيد مع قشور البرتقال الحلو، وخشب الصندل والفتفير.

## استخدامات أزهار الياسمين
يفيد في الطب الشعبي في تخفيف الآم الكبد الناتجة من التهابه.
في التقيحات الجلدية والحروق والآم المعدة والأمعاء
وصداع الرأس نتيجة ضربة الشمس المحرقة..
والآلام المفصلية نتيجة كسر العظام..
يستعمل في طرد البلغم ووقف النزيف الدموي من الرحم..
وإزالة الكلف الجلدي..
يعمل على تخفيف الآم المفاصل نتيجة الإصابة
بمرض الروماتيزم، والصداع المزمن..
عجينة أزهار الياسمين وزيتها المطلق العطري
يستخدم في صناعة الروائح
ومستحضرات التجميل السائلة والجافة الغالية الثمن..
وذلك لنفاذية الرائحة الزكية وقوة النكهة العطرة...
تستخدم أيضاً في الصناعات الغذائية
كمواد مكسبة للطعم والرائحة اللازمة لصناعة الحلوى
ومنتجات الجيلي "" استخدامات أوراق نبات الياسمين ""
تفيد في علاج مرض النقرس وأنواع الروماتيزم المختلفة
عند تناول مسحوقها أو منقوعها المائي
دراسات طبية حديثة على الياسمين:
يعرف الياسمين بأنه أفضل الروائح العطرية التي تثير الجاذبية. وقد اعتبرت أزهار الياسمين منذ فترة طويلة «زيت المرأة». وبالرغم من أن دليلا علميا ضعيف يدعم هذا الكلام، إلا أن هذا لم يمنع التايلنديين من رش أزهار الياسمين على سرير المتزوجين حديثاً أو حتى وصفه للعلاج في الولايات المتحدة. كما يستعمل في الطب الصيني التقليدي والنظام الهندي للأيورفيدا زيت الياسمين على نطاق واسع. يقول الدكتور كرستوف ستريتشر، بأن الياسمين «هرمون التوازن»، ويوصي بأن يدلك على البطن لتَخفيف آلام الولادة.
كذلك يستعمل الياسمين لتخفيف الكآبة. ويعتقد المعالجون بالزيوت العطرية بأنه فعال خصوصاً للناس الذين يعانون من أعراضِ اللامبالاة والإعياء. ويعتقدون بأن الياسمينِ يعمل جزئياً، على تقليل المخاوف وفتح الممرات العاطفية 5
كما توصل الباحثون الالمان حديثا إلى دواء جديد مستخرج من زهور الياسمين لعلاج حالات طنين الأذن المزمن.
ووجد الأطباء أثناء تجاربهم على حيوانات مصابة بطنين الاذنين،
أن إعطاءها محلولاً عشبيا من زهور الياسمين خفف حالات الهيجان التي تعتريها
وشهدت بعض الراحة من الضجيج الذي يحدث في آذانها
ويشير الخبراء إلى أن طنين الأذنين ليس وراثيا وإنما ينجم غالبا عن الشعور بالتعب والإرهاق وقلق النوم أو وجود مشكلات اجتماعية وأسرية.
وهو لايؤدي إلى الإصابة بالصمم ومن الممكن شفاؤه بالاسترخاء والراحة وقد بينت بعض الدراسات أن الأشخاص الذين ينامون في غرف معطرة برائحة الياسمين المهدئة ينعمون بنوم هادئ وأفضل ويبدون أكثر راحة ونشاطا من غيرهم.
كشف باحثون في جامعة «ويلينغ جيسويت» في ولاية فيرجينيا الغربية الأمريكية أن رائحة اليامسين تريح الأعصاب، وتشجع على نوم هادئ ومريح، مما يساعد في المحافظة على النشاط والحيوية عند الاستيقاظ، وخاصة في فترات ما بعد الظهيرة والمساء.
ولاحظ العلماء أن الأشخاص الذين استنشقوا رائحة الياسمين ناموا اسرع من الآخرين الذين ناموا في غرف معطرة بزهرة الخزامى «اللافندر» أو غرف غير معطرة، حيث ظلوا يتقلبون في فراشهم لفترات أطول، مؤكدين أن رائحة الياسمين كانت أكثر فاعلية من العطور الأخرى في تحقيق نوم أفضل.

### شاي الياسمين
يستخدم كل من الياسمين والفُل في بلدان كثيرة، أهمها الصين، في صنع الشاي، حيث تُضاف أزهاره إلى إبريق من الشاي الأسود أو الأخضر.
أما طريقة صُنعه فهي كالتالي:
1ـ أضف ما يعادل أوراق 3 أزهار من الياسمين إلى إبريق من الشاي قد انتهيت من تحضيره للتو.
2ـ دعِ الأوراق منقوعة في الإبريق لدقيقتين أو ثلاث، ثم استخرجها منه لكي لا يصبح طعم الشاي مرّاً.
لهذا الشاي فوائد عديدة، إذ يساعد في تخفيض ضغط الدم ونسبة الكوليسترول في الدم،
و يقوّي المناعة في الجسم ويكافح الزكام والرشح ويحمي اللثة ويمنع إمكانية حدوث جلطة في الدم.
ما يرمز اليه الياسمين عاطفياً
زهور الياسمين لها مدلولاتها المتنوعة كباقي الزهور والورد وترمز إلى اشياء متنوعة ومختلفة في المجال العاطفي واهدائها ما بين شخصين وذالك يتوقف على لون الياسمين بلونيه الأبيض والأصفر، فالياسمين بشكل عام يرمز إلى اللطف، اما اهأداء الياسمينة البيضاء إلى امرأة ما فلغتها «لماذا لا تحبين أبدا» وهي تخاطب المرأة المتمردة غالباً وهذا أكثر شيوعا بين الشباب. أما الياسمينة الصفراء فهي تخاطب المرأة الرقيقة الناعمة ولغتها «اريد أن اكون لك كل شيء».

## كيفية زراعة الياسمين

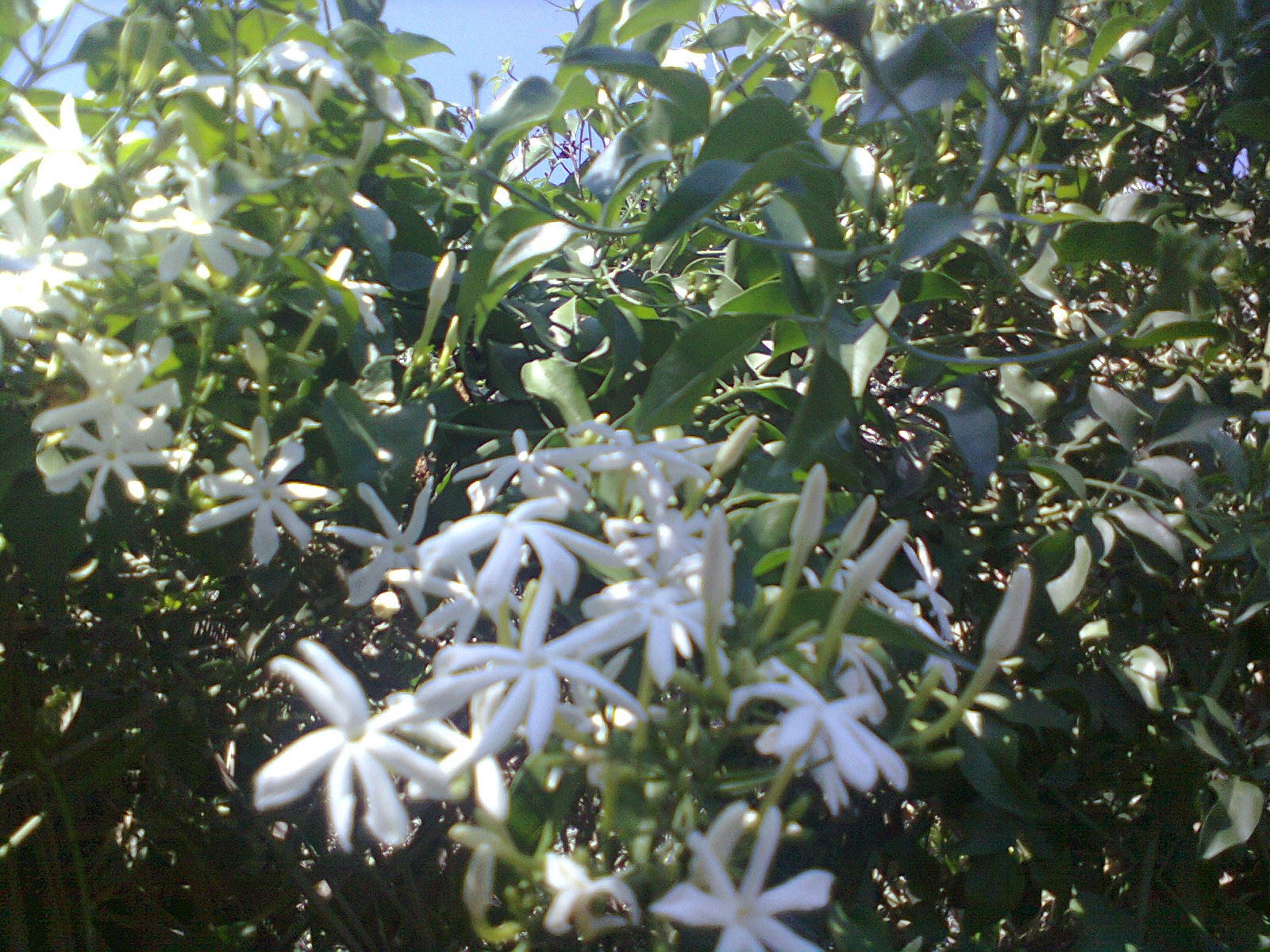
شجرة الياسمين

إن جميع أصناف الياسمين تفضل النمو في مكان مشمس، لكنها تتحمل وجود شيء من الظل وهذا ينطبق على الشتلات المزروعة في الحديقة،
أما داخل المنزل: حيث يُلجأ إلى الزراعة في الأوعية (الأصص)، فلا بد أن تصل الشتلات أشعة الشمس أو الضوء الاصطناعي لمدة طويلة، على أن لا تقل هذه المدة عن أربع ساعات في الشتاء.الخريف هو التوقيت المناسب لزرع الياسمين في الحديقة.
تُزرع الشتلات على مسافة مترين ونصف عن بعضها البعض.
أولاً: لزرع الياسمين كعريشة أو كغطاء للسياج، يجب تقليم فروعه باستمرار وجعله يمتد فوق التعريشة.
بالإمكان ربط ساقه برفق حول قضـيب من خشب لكي تسهّل له عملية التسلق دون اعوجاج (تماماً كما يُفعل بشتلات العنب). والياسمين لا يلتصق بالجدران على غرار بعض نباتات الزينة المعرّشة.
و لكن يفضل بعض الناس أن يجعلوا الياسمين متمدد فوق التراب، دون أن يتسلق أماكن عالية. في هذه الحالة، تُقصّ جميع الفروع المتجهة نحو الأعلى بشكل مستمر .
ثانياً: لزرع الياسمين كشجيرة صغيرة، عليك بتقليمه كما تقلّم أي شجرة، فتمنعه من الامتداد بشكل عشوائي .

### العناية بأزهار الياسمين
أنت تتعامل مع نبات قنوع . لا يحتاج الياسمين إلى الكثير من العناية . قم بإضافة السماد له مرة في الربيع من كل سنة .
إن كنت تزرعه في الوعاء، فسيتطلب منك أن تسمّده كل أسبوعين أو كل شهر . تمهيد التراب أمر أساسي في زراعة أي نبات، لذلك فافرش قليلاً من القش وأوراق الأشجار فوق التراب أو المساحة التي تزرع الأزهار فيها لكي تحافظ على رطوبة التربة لمدة أطول .
أما بخصوص الري فالأمر لن يحتاج منك سوى المحافظة على رطوبة التربة بشكل مستمر .
أخيراً، أبعد شتلة الياسمين عن الأماكن التي يشتد فيها الهواء، لذلك فاختر لها المكان المناسب للزرع من الأساس .

## الياسمين فيالوطن العربي

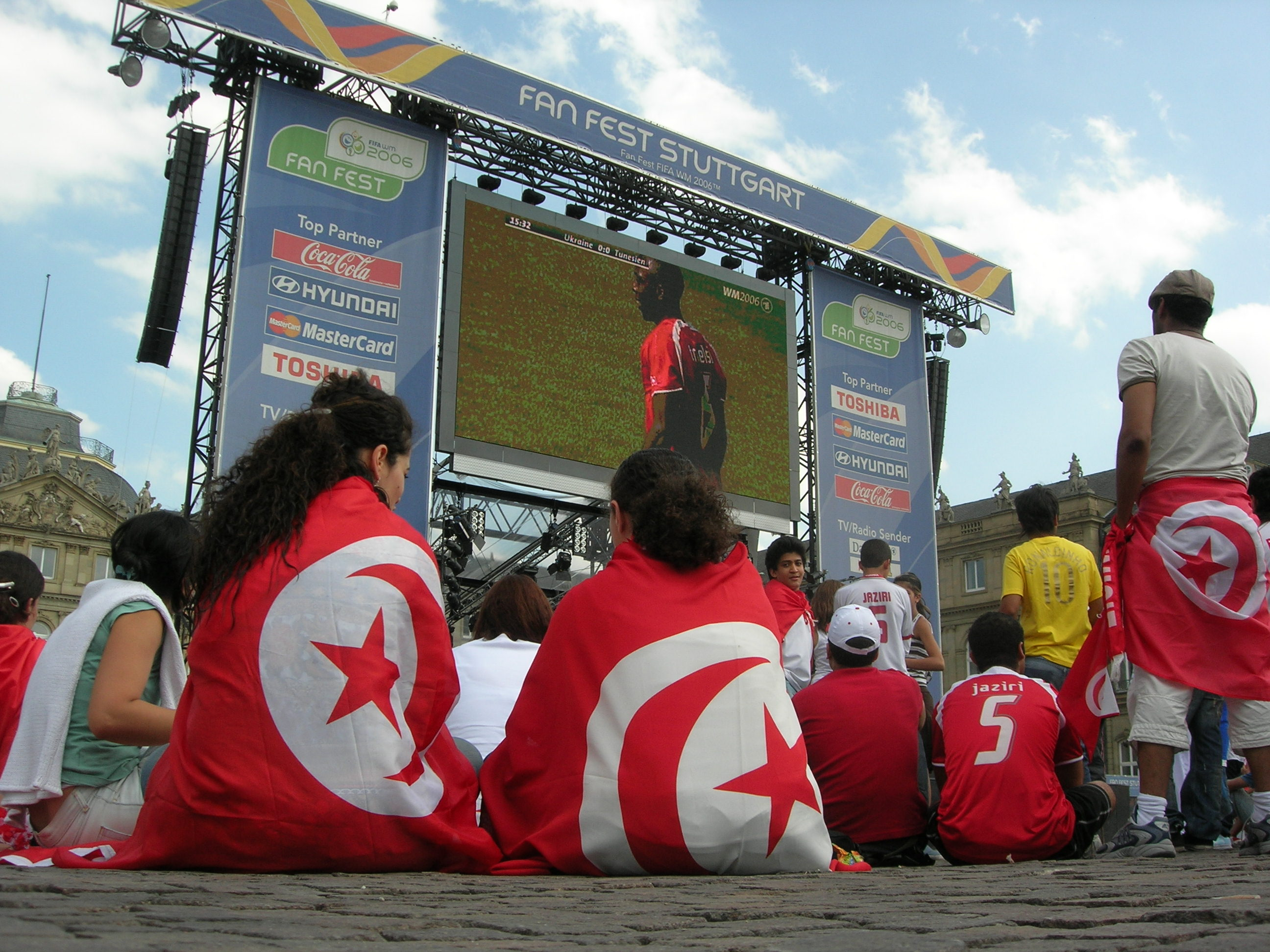

يوجد الياسمين في جميع البلدان العربية المتوسطية لكن بنسب متفاوتة، إذ يكثر في بلدان الشام وبخاصة سوريا ومصر وبلدان المغرب العربي خاصة تونس حيث يصنع منه المشموم التونسي الشهير.

### ارتباط الياسمين ودمشق
إن لهذه الزهرة قيمة معنوية عالية بالنسبة للسوريين حيث تحولت إلى رمز دمشقي بعدما ارتبطت بتاريخ الشام وانتشرت في بساتين غوطتها وعلى شرفات منازلها وقرب جدران بيوتها القديمة، وما زالت تشكّل أحد مميزات البيت الدمشقي الرئيسية طالما أن رائحتها توفر أجواء الراحة وتضفي على الجلسات جمالية خاصة.
وحين يُذكر البيت الدمشقي تتداعى إلى الذاكرة مباشرةً صورة نمطية حميمية لحيز مكاني يعبق بأريج الفل والحبق والأضاليا والمستحية والياسمين الدمشقي، تلك الزهرة البيضاء التي ارتبطت بمدينة دمشق ارتباطاً وثيقاً وأصبحت رمزاً طبيعياً من رموزها عبر العصور، كما هو جبل قاسيون ونهر بردى والجامع الأموي وسوق الحميدية، فتميزت بها وانتشرت في بيوتها القديمة وحدائقها المنزلية لتصبح عاصمةً للياسمين . وظلت هذه الزهور علامة تميّز الهوية السورية، وينبوعاً للجمال، وأغنية للشعراء .

### ارتباط الياسمين بالشعراء
وقد تغنّى الشعراء بالياسمين وغنوا له، وتدلّى على شرفات المنازل وغطّى أدراج البيوت ومداخلها وعتباتها، وفي مدينة دمشق عطّرت رائحة الياسمين المساءات والأزقة والأفق الواسع حتى عُرفت بمدينة الياسمين، وبدت كما يصفها الشاعر الأندلسي ابن الأبار:
فتلـك عروش الياسمـين وزهـره
كزهر النجوم وسط أفلاكها تبدو
ولعل أكثر من تغنى بـ ياسمين دمشق وبياضه الناصع الشاعر (نزار قباني) الذي أهدته دمشق «أبجدية الياسمين» حسب تعبيره، وحكاية نزار قباني مع الياسمينة الدمشقية بدأت منذ فتح عينيه على هذه الحياة لأول مرة، ترعرع في ظلها لتصبح جزءاً من حياته وتفكيره وشعره ونثره، فالياسمينة الدمشقية موجودة في الكثير منقصائد نزار قباني .
وأظهر تعلقه الشديد بها حتى أواخر حياته حينما كان يوصي ويصر على أن يُدفن في التراب نفسه الذي نبتت فيه حبيبته ياسمينة دمشق، حيث قال:
[إنني أرغب في أن ينقل جثماني بعد وفاتي إلى دمشق ويدفن فيها في مقبرة الأهل لأن دمشق هي الرحم الذي علمني الشعر وعلمني الإبداع وأهداني أبجدية الياسمين] .
وهكذا عاد الطائر إلى بيته والطفل إلى حضن أمه الأرض في مقبرة الباب الصغير التي تعرّشت على أسوارها زهرات الياسمين الدمشقي البيضاء وهي تفوح برائحة زكية يملأ شذاها الأرجاء .
أما الشاعر محمود درويش فيقول في قصيدته «في الشام» بمجموعته (لا تعتذر عما فعلت):
[في الشام، أعرف من أنا وسط الزحام، يدلّني قمر تلألأ في يد امرأة عليّ، يدلّني حجر توضأ في دموع الياسمينة ثم نام] .
وفي ما مضى «أبو البقاء عبد الله البدري»، عالم من القرن التاسع الهجري، ذكر في كتابه «نزهة الأنام في محاسن الشام»، [أن من محاسن الشام (الحواكير) وهي كالحدائق في سفح جبل قاسيون،
زُرعت بالرياحين والياسمين والأزهار المتنوعة ليحمل منها النسيم العابر طيب الريح، ويسري به إلى أماكن أخرى من المدينة] .

## مرادفات للاسم العلمي
- (باللاتينية: Jasminum viminale Salisb., nom. superfl.)
- (باللاتينية: Jasminum vulgatius Lam., nom. superfl.)
- (باللاتينية: Jasminum affine Royle ex Lindl.)
- (باللاتينية: Jasminum officinale var. acutum Stokes)
- (باللاتينية: Jasminum officinale var. affine (Royle ex Lindl.) G. Nicholson)
- (باللاتينية: Jasminum officinale var. argenteovariegatum Weston)
- (باللاتينية: Jasminum officinale var. aureovariegatum Weston)
- (باللاتينية: Jasminum officinale var. aureum Bean)
- (باللاتينية: Jasminum officinale var. bosphoricum K. Koch)
- (باللاتينية: Jasminum officinale var. piliferum P. Y. Pai)
- (باللاتينية: Jasminum officinale var. pumilum Stokes)
- (باللاتينية: Jasminum officinale var. tenuifolium Stokes)
- (باللاتينية: Jasminum officinale var. tibeticum C. Y. Wu)
- (باللاتينية: Jasminum officinale f. affine (Royle ex Lindl.) Rehder)
- (باللاتينية: Jasminum officinale f. aureovariegatum (Weston) Rehder)